# 해피 뉴 이어 (2014년 영화)
《해피 뉴 이어》(영어: Happy New Year)는 2014년 공개된 인도의 액션 코미디 영화이다.

## 출연

### 주연
- 샤룩 칸
- 디피카 파두콘
- 아비쉑 밧찬
- 보만 이라니
- 소누 수드
- 비바안 샤
- 재키 슈로프
- 주히 초울라

### 조연
- 사미어 알리 칸
- 만지트 싱